# Egypten i olympiska sommarspelen 1976
Egypten deltog i de olympiska sommarspelen 1976 med en trupp bestående av 26 deltagare, samtliga män, vilka deltog i sju tävlingar i fyra sporter. De deltog under perioden 18 - 20 juli, innan landet drog sig ur spelen och anslöt sig till de andra afrikanska nationer som bojkottade OS i protest mot Nya Zeelands deltagande. Ingen av landets deltagare erövrade någon medalj.

## Basket
Herrar
Gruppspel
| Lag             | V | F | PF  | PA  | PD  | Poäng |
| --------------- | - | - | --- | --- | --- | ----- |
| USA             | 5 | 0 | 394 | 349 | +45 | 10    |
| Jugoslavien     | 4 | 1 | 364 | 343 | +21 | 9     |
| Italien         | 3 | 2 | 349 | 344 | +5  | 8     |
| Tjeckoslovakien | 2 | 3 | 418 | 406 | +12 | 7     |
| Puerto Rico     | 1 | 4 | 321 | 363 | −42 | 6     |
| Egypten         | 0 | 1 | 64  | 105 | −41 | 1     |

## Boxning
Lätt flugvikt
- Said Mohamed Abdelwahab
  1. Besegrade  José Leroy (FRA) i den första omgången (domaren stoppade matchen 1:59 i första omgången)
  2. Förlorade mot  Héctor Patri (ARG) i den andra omgången (walkover)

Flugvikt
- Said Ahmed Elashry
  1. Besegrade  Sandor Orban (HUN) i den första omgången (5-0)
  2. Förlorade mot  Alfredo Pérez (VEN) i den andra omgången (walkover)

Bantamvikt
- Abdelnabi Elsayed Mahran
  1. Förlorade mot  Bernardo Onori (ITA) i den första omgången (5-0)